# 戴维斯·莱特·特里梅因
戴维斯·莱特·特里梅因（英語：Davis Wright Tremaine），美国法律公司，建于1944年，雇员包括500名律师，其中包含骆家辉，总部位于美国华盛顿州西雅图。2023年，TikTok聘请该公司代表其应对在美国的相关法律事务。